# Franz Bachofen von Echt
Franz Bachofen Edler von Echt (* 20. Februar 1782 in Ehrenbreitstein; † August 1849 in Werschetz) war ein österreichischer Forstbeamter.

## Herkunft
Er wurde als drittes Kind des Franz Martin Maria Bachofen von Echt, kurtrierischer Hofrat, und der Maria Anna Katharina Margaretha Susanne, geb. von Mainone, am 20. Februar 1782 in Ehrenbreitstein (heutige Adresse: Humboldtstraße 129 in Koblenz-Ehrenbreitstein) geboren.
Während Franz Bachofen von Echt in Wien seinen ersten Plan zur Sandbindung auf dem Terrain der Banater Sandwüste vorlegte, kämpfte sein älterer Bruder Karl Nepomuk Anton Josef Maria im selben Jahr in Koblenz gegen Napoleon. Sein jüngster Bruder, Johann Philipp Franz, geb. zu Koblenz-Ehrenbreitstein am 13. September 1788, folgte ihm ins Banat und wurde in der Banater Militärgrenze k.k. österr. Major im Deutsch-Banater Grenzregimentsbezirk Nr. 12.

## Leben
1804 wurde Bachofen vom Forstpraktikanten zum Waldmeister in Temesvar im Banat ernannt. 1809 stieg Bachofen zum Walddirektor auf und übernahm bald die Aufgabe, die Banater Sandwüste zu untersuchen, aufzuforsten und den Flugsand zu binden. Seine Sandbindungspläne legte er 1815, überarbeitet 1817 und mit praktischen Erfahrungen angereichert nochmals 1832 vor. 1830 wurde er mit seinen Brüdern in den Erbländischen Adel erhoben. Franz Bachofen Edler von Echt wurde 1841 pensioniert und zog sich nach Werschetz zurück, wo er im August 1849 an den Folgen eines Schlaganfalls verstarb.

## Familie
Franz Bachofen von Echt heiratete Juliane Lunz. Das Paar hatte einen Sohn:
- Richard (1817–1863) ⚭ Ida von Gradel († 12. Januar 1872)